# Тюринзькі ковбаски
Тюринзькі ковбаски (нім. Thüringer Rostbratwurst) — оригінальна ковбаса, виробляється в німецькій землі Тюрингія, має захищений статус географічного найменування відповідно до законодавства Європейського союзу.

## Історія
Тюринзька ковбаска виготовляється вже сотні років. Найстаріша відома згадка про тюринзьку ковбасу знаходиться в Державному архіві Тюрингії в Рудольштадті в розшифровці рахунку з монастиря Арнштадта від 1404 року. Найстаріший відомий рецепт датується 1613 роком і зберігається в Державному архіві у Веймарі, внесений в Thuringisch-Erfurtische Kochbuch від 1797 року, в якому також згадується копчений сорт.

## Рецептура
У виробництві використовується лише дрібно подрібнена свинина, яловичина, іноді телятина. Більшість м'яса береться з верхньої частини навколо плеча. Крім солі та перцю використовують кмин, майоран, часник. Конкретні суміші спецій можуть змінюватись в залежності від традиційних рецептів або регіональних смаків. Не менше 51 % інгредієнтів мають бути виготовлені в Тюрингії. Ця умова була знята у 2012 році після запиту Німеччини, опублікованого в Офіційному журналі Європейського Союзу, 22 жовтня 2011. Ці інгредієнти змішують разом та заповнюють кишки свині або вівці. Тюринзькі ковбаси відрізняються від десятків унікальних видів німецьких ковбасних виробів характерними спеціями (у тому числі майораном) та низьким вмістом жиру (25 % порівняно з 60 % в інших ковбасах).
Згідно з німецьким законом про м'ясний фарш Hackfleischverordnung, сирі ковбаси повинні продаватися в день їх виготовлення або до закриття нічного закладу. Ковбаси, приготовлені на грилі, мають термін придатності 15 днів, а ковбаси, заморожені одразу після їх виготовлення, можуть зберігатися 6 місяців.

## Приготування
Кращим способом приготування тюринзької ковбаси є смажити на вугіллі або на грилі, натертому беконом. Вогонь не повинен бути настільки сильним, щоб лопалася шкірка. Однак бажане деяке обвуглювання. Сосиски під час смаження іноді збризкують пивом.
Зазвичай тюринзька ковбаса подається у порізаному вигляді й з гірчицею.

## У культурі
Для мешканців Тюрингії смажені тюринзькі ковбаски — це не просто місцева кухня. Гриль є основою культури Тюрингії. В основному для охолодження гриля використовується пиво замість води, а тип гриля — питання вибору. Гірчиця, бажано місцева, є традиційною приправою. Найчастіше використовується «природна гірчиця» від місцевої харчової компанії в Ерфурті. У деяких регіонах вживання будь-яких приправ, навіть гірчиці, є суворим табу. У східній Тюрингії найчастіше використовується гірчиця Бауцнера.
У 2006 році в Хольцхаузені, частині Ваксенбурггемайнді неподалік Арнштадта, відкрився Німецький братвурстмузеум, перший музей, присвячений винятково тюрингським ковбасам.
У 2016 році на щорічному Фестивалі цибулі у Веймарі, який проходив між Рош га-Шана та Йом-Кіпуром, було представлено кошерну версію тюринзької братвурсти з телятини та курятини, упакованої в козячі кишки. За словами губернатора Тюрингії, поява кошерної братвурсти викликала певну реакцію в соціальних мережах, де з'явилися коментарі, «сповнені ненависті, антирелігійних настроїв і націонал-соціалістичних штампів».
США
У Північній Америці термін «тюрингер» стосується тюринзького сервелату — виду копченої напівсухої ковбаси, схожої на літню ковбасу. Її виготовляють з яловичини середнього помелу, змішують з сіллю, інгредієнтами для копчення, спеціями (зазвичай з додаванням сухої гірчиці) та молочнокислою закваскою. Після набивання у волокнисту оболонку його коптять і сушать, а потім варять. Hormel Foods Corporation і Usinger's, а також багато регіональних переробників і деякі невеликі м'ясні магазини виробляють ковбасу таким способом.
Люксембург
До того, як тюринзькі ковбаси отримали статус захищеного географічного регіону в ЄС, один із видів люксембурзьких ковбас був відомий як «тюрінгер» (Thüringer). Зараз вона називається «Lëtzebuerger Grillwurscht» (люксембурзькою: ковбаса-гриль).